# Kabinett Nakasone II (1. Umbildung)
| Amt                                                                                | Name                                            | Partei               | Faktion       |
| ---------------------------------------------------------------------------------- | ----------------------------------------------- | -------------------- | ------------- |
| Premierminister                                                                    | Nakasone Yasuhiro                               | LDP                  | (Nakasone)    |
| Justizminister                                                                     | Shimasaki Hitoshi                               | LDP                  | Suzuki        |
| Außenminister                                                                      | Abe Shintarō                                    | LDP                  | Fukuda        |
| Finanzminister                                                                     | Takeshita Noboru                                | LDP                  | Tanaka        |
| Bildungsminister                                                                   | Matsunaga Hikaru                                | LDP                  | Nakasone      |
| Gesundheits- und Sozialminister                                                    | Masuoka Hiroyuki                                | LDP                  | Suzuki        |
| Minister für Landwirtschaft, Forsten und Fischerei                                 | Satō Moriyoshi                                  | LDP                  | Tanaka        |
| Minister für Internationalen Handel und Industrie                                  | Murata Keijirō                                  | LDP                  | Fukuda        |
| Verkehrsminister                                                                   | Yamashita Tokuo                                 | LDP                  | Kōmoto        |
| Postminister                                                                       | Satō Megumu                                     | LDP                  | Tanaka        |
| Arbeitsminister                                                                    | Yamaguchi Toshio                                | Neuer Liberaler Klub | —             |
| Bauminister                                                                        | Kibe Yoshiaki                                   | LDP                  | Nakasone      |
| Innenminister Vorsitzender der Nationalen Kommission für Öffentliche Sicherheit    | Furuya Tōru                                     | LDP                  | Fukuda        |
| Chefkabinettssekretär                                                              | Fujinami Takao                                  | LDP                  | Nakasone      |
| Leiter der Behörde für Management und Koordination                                 | Gotōda Masaharu                                 | LDP                  | Tanaka        |
| Leiter der Behörde für die Entwicklung Okinawas                                    | Kōmoto Toshio Fujimoto Takao ab 14. August 1985 | LDP LDP              | Kōmoto Kōmoto |
| Leiter der Verteidigungsbehörde                                                    | Katō Kōichi                                     | LDP                  | Suzuki        |
| Leiter des Wirtschaftsplanungsamts                                                 | Kaneko Ippei                                    | LDP                  | Suzuki        |
| Leiter der Behörde für Wissenschaft und Technologie                                | Takeuchi Reiichi                                | LDP                  | Tanaka        |
| Leiterin der Umweltbehörde                                                         | Ishimoto Shigeru                                | LDP                  | Fukuda        |
| Leiter der Behörde für die Entwicklung Hokkaidōs Leiter der Behörde für Staatsland | Kawamoto Kakuzō                                 | LDP                  | Tanaka        |

Anmerkung: Der Parteivorsitzende und Premierminister gehört während seiner Amtszeit offiziell keiner Faktion an.